# Hamburger Hallig

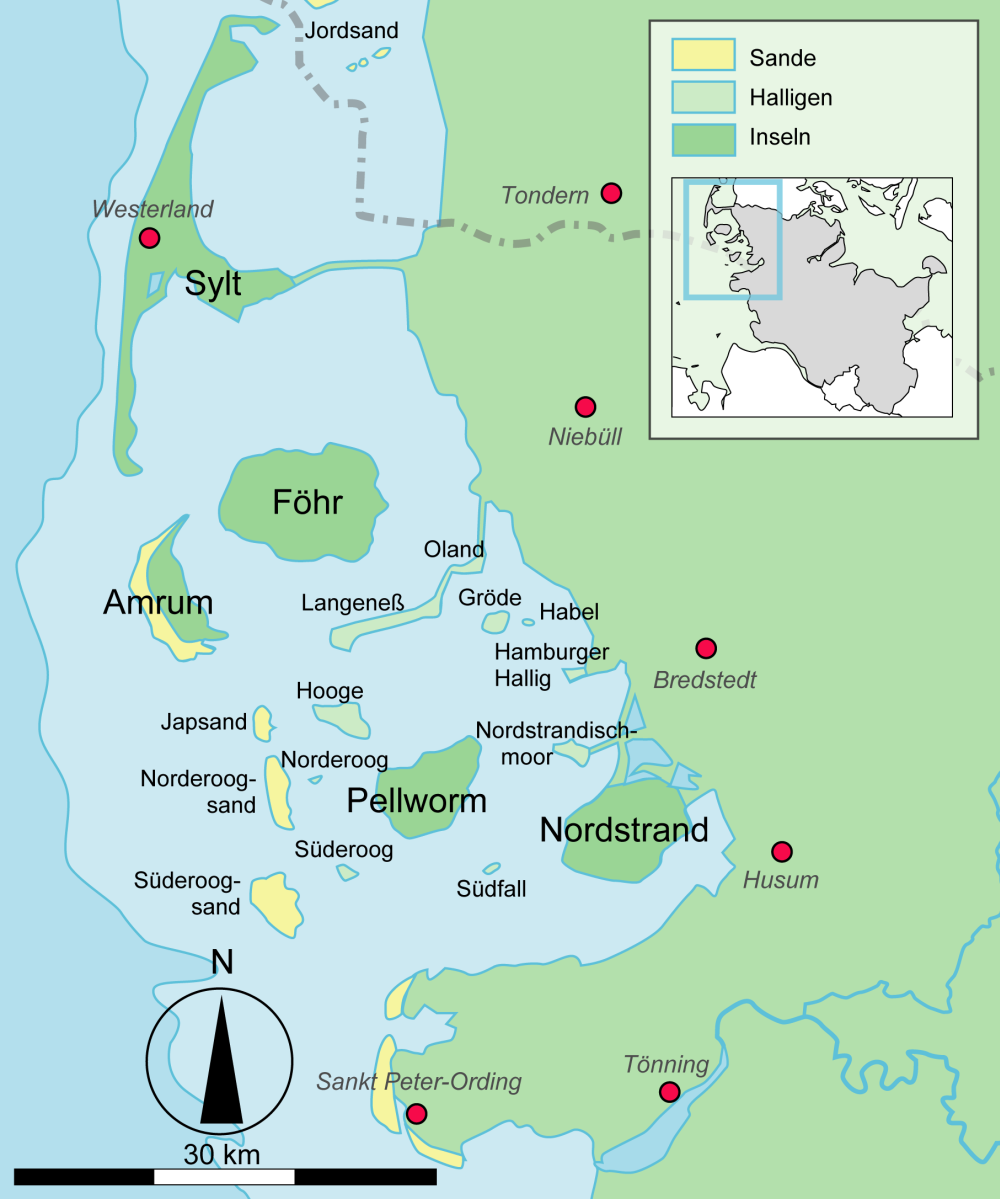
Overzichtskaart van de Duitse Noord-Friese Waddeneilanden

De Hamburger Hallig (Noord-Fries: Hamborjer Håli) is een Hallig in de Duitse Noord-Friese Waddeneilanden. Het is eigenlijk geen eiland meer, omdat het met een voor auto's toegankelijke dam is verbonden met het vasteland. Aan deze dam grenzen weer kwelders, zodat het eiland meer op een schiereiland lijkt. De Hamburger Hallig, die geen permanente inwoners heeft, hoort bestuurlijk bij de gemeente Reußenköge, maar was tot 1899 een gemeentevrij gutsbezirk.
Het is het enige overgebleven deel van de in 1624 ingepolderde, en door de Burchardivloed in 1634 weer weggeslagen Amsinck-Koog.  Naar de pioniers Arnold en Rudolf Amsinck, wier voorouders lakenkooplieden uit Twente waren geweest, is het bezoekerscentrum voor het bij de dam naar de Hamburger Hallig gelegen natuurgebied genoemd. 
De westkust van de Hamburger Hallig is met een dijk tegen verdere erosie beschermd. Er bevinden zich twee warften op het eiland en eentje tussen het eiland en het vasteland. Namelijk de:
- Hauptwarft; waarop zich het restaurant de Hallig Krog en een alleen in de zomer bewoond gebouw van het Nationaal Park bevindt.
- Kuhberg; een door schapen gebruikte onontwikkelde warft die ongeveer 300 meter ten zuiden van de Hauptwarft ligt.
- Schafsberg; deze ligt twee kilometer naar het oosten, halverwege de dam naar het vasteland. Hier bevindt zich een informatiecentrum van de NABU, die af en toe door vrijwilligers van de NABU is bewoond. De Schafsberg is eigenlijk geen onderdeel van de Hamburger Hallig en hoort bij Sönke-Nissen-Koog.

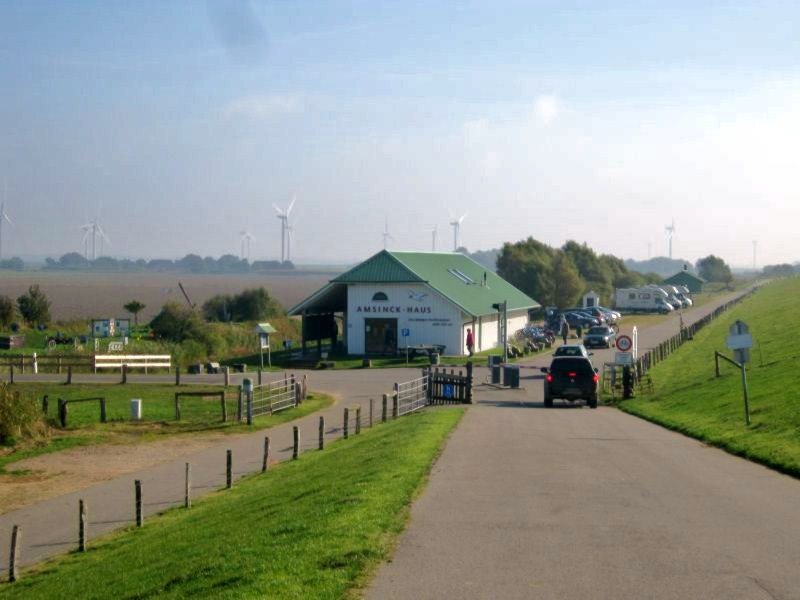
Bezoekerscentrum Amsinck-Haus, Reußenköge, aan het begin van de dam naar de Hamburger Hallig